# Медведское (Курганская область)
Медведское — село в Щучанском районе Курганской области России. Административный центр Медведского сельсовета.

## История
Медведское основано в 1750 году, когда началось массовое переселение людей из губерний центральной России (Владимирской, Костромской и др.) в малозаселённые губернии. Когда первые переселенцы приехали сюда, здесь было много больших лесов, где водились медведи. За озером есть небольшое болото, там и убили жители медведя, якобы и поэтому село назвали Медведь, потом Медведское.
В XIX веке Медведское относилось Каменской волости Челябинского уезда Оренбургской губернии.
В 1860—1870 годы в Медведском была построена Церковь Троицы Живоначальной, которая представляла собой двусветный четверик с притвором и колокольней. Благодаря постройке церкви Медведское стало селом. Церковь была четырёхштатная, т.е было два священника, дьячок, псаломщик. К церковному приходу относились кроме Медведского, деревни Монастырка, Зайково, Кипель. Примерно в 1885—1890 годах при церкви была открыта трёхклассная церковно-приходская школа. Службы велись нерегулярно. В штате церкви находились два священника, дьячок и псаломщик. Духовенство в основном находилось на содержании прихожан и общины, большей частью состоящей из бедняков.
После гражданской войны началось строительство социализма. Сначала земля была отдана крестьянам. Вначале было организовано товарищество по общественной обработке земли ТООЗ — ЗАРЯ. Затем создано две сельхозартели «Заря» и «Первое мая», которые позднее объединились в одну артель «Заря». В 1930 году приняла устав коммуны, которой было присвоено имя Сталина, в ней было 180 хозяйств. С осени 1930 года называется уже колхоз имени Сталина.
На 1 июля 1928 год Медвеское насчитывало 253 двора. В селе купили радиоприёмник для избы-читальни, пожарную машину, провели телефонную линию в Зайково. Первые трактористы учились при Щучанской МТС.
В январе 1930 года сельская власть собрала жителей села Медведского, деревень Клюквенной, Зайково, Кипели. Сход принял решение о прекращении деятельности прихода. Молодёжь забралась на церковь. Сбили крест, сбросили на землю колокол. Старые люди плакали, но никто не смел остановить вандалов. Священника А. П. Гневышева заставили отречься от сана и остричь волосы. После закрытия церкви в её здании стали показывать кинофильмы. Впоследствии оно было отдано под склад совхоза «Дружный».
Мирный труд жителей был прерван начавшейся войной. Всего из села ушло на фронт около трехсот человек, тридцать три человека пропали без вести, у семи — судьба неизвестна, в Книгу памяти занесено сто девяносто пять фамилий. Женщины стали работать с подростками, впоследствии их назовут тружениками тыла.
В 1960 году колхоз имени Сталина был реорганизован в Петровский совхоз мясо-молочного направления.
В 1964 году к 50-летию Советской власти в селе был построен новый клуб, новый магазин, жилые дома.
На территории Медведского совета есть промышленное предприятие ЛПДС «Медведское». Станция была построена 1960−1965, пущена в 1965 году. Обслуживающий персонал — 150 человек.
В 1986 году Петровский совхоз разделился. В Медведском был создан совхоз «Дружный».

## Места
- Свято-Троицкая церковь — православный храм. Построен в 1870-е годы. Закрыт в 1930 году. Не восстанавливался. Ныне находится в полуразрушенном состоянии[3].
- Озеро Медведское — Раньше было 2 озерка: одно меньше, другое — больше. Между озёрами (когда убывала вода) была дорога. По этой дороге ездили на лошадях, мотоциклах. Вода в озере в любое время могла подняться на целый метр, поэтому вырыли канаву вдоль по обеим сторонам дороги, чтобы был постоянный уровень воды. За озером находилась часовня, сейчас её нет. Через много лет уровень воды в озере поднялся, и 2 озера слились в одно[4].
- Обелиск — братская могила, где похоронены депутаты сельского Совета, убитые 31 декабря 1921 года «белобандитами». Из газеты «Звезда», 1935 года: «Дернов Дмитрий Николаевич и Малышев Захар Герасимович были верными борцами за власть Советов, а также достойными слугами советских людей… Они были избраны первыми депутатами Медведского вол исполкома. Народ любил их за ясный ум, твердость характера и правильный подход к решению крестьянских нужд того времени… Однажды, после решения суда 31 декабря 1921 года они поехали на хутор кулака Вережникова делать опись имущества. На хутор прибыли поздно вечером, перемёрзли, ночь решили отдохнуть. Рано утром в хутор ворвалась вооружённая банда. Бандиты зверски замучили их и убили. С ними были убиты ещё 2 депутата: Никифоров и Иконников. Похоронить их было решено в центре села, позднее там был сооружен обелиск». После Великой Отечественной войны в память о погибших на полях сражения односельчанах был установлен второй памятник. Каждый год, 9 мая, односельчане собирались здесь, чтобы возложить цветы. В 2010 году на этом месте установлен мраморный памятник убитым в 1921 году депутатам. Памятник защитникам Отечества был перенесён в ограду сельского совета[4].
- Памятник павшим защитникам Отечества. В 2010 году, в год 65-летия Великой Победы, в селе Медведском был торжественно открыт памятник павшим защитникам Отечества — 195 медведцам, имена которых высечены на мемориальных досках. Этот памятник также является и знаком благодарности тем, кому посчастливилось остаться в живых, пройдя все трудности и лишения[4].

## Население
| 1989 | 2002 | 2010 |
| ---- | ---- | ---- |
| 793  | ↘708 | ↘613 |

По данным переписи 1926 год в селе проживало 1169 человек (570 мужчин и 599 женщин), в том числе: русские составляли 100 % населения.